# Fase (svingning)
 For alternative betydninger, se Fase. (Se også artikler, som begynder med Fase)
Fase refererer i bl.a. fysik og elektronik til den tidslige eller rumlige forskydning af en harmonisk svingning eller en bølge, i forhold til en reference. Fasen kan på samme måde som en vinkel angives i grader eller radianer. Hvis fasen af svingningen er 180 grader (=π radianer) siges svingningen at være i modfase i forhold til referencen.
| Fysik | Spire Denne artikel om fysik er en spire som bør udbygges. Du er velkommen til at hjælpe Wikipedia ved at udvide den. |